# Jean-Christophe Tixier
 (juillet 2020).
Si vous disposez d'ouvrages ou d'articles de référence ou si vous connaissez des sites web de qualité traitant du thème abordé ici, merci de compléter l'article en donnant les références utiles à sa vérifiabilité et en les liant à la section « Notes et références ».
Pour les articles homonymes, voir Tixier.
Œuvres principales
- La Traversée
- Les Mal-aimés

Jean-Christophe Tixier, né le 3 mars 1967 à Pau, est un écrivain français, auteur de roman policier et de littérature d'enfance et de jeunesse.

## Biographie
Jean-Christophe Tixier est d'abord professeur d'économie en lycée puis travaille dans la formation pour adultes. Il se lance dans l'écriture à 38 ans avec un récit familial La Rosalie. Après la publication de celle-ci puis de plusieurs nouvelles, son premier roman, Dernière Station, sort en 2010. L'obtention du Grand prix VSD du polar 2010 - Prix des lecteurs pour ce titre le conforte dans la voie littéraire. Il écrit depuis cette date, outre des romans noirs, des pièces radiophoniques, des scénarios pour la bande-dessinée, et de nombreux ouvrages d'enfance et de jeunesse. Dans ce domaine, il obtient une vingtaine de prix avec Dix minutes à perdre.
Jean-Christophe Tixier est par ailleurs un des créateurs du salon du polar Un aller-retour dans le noir à Pau. Il est membre de La Charte et de la Maison des Écrivains et de la littérature.

## Œuvre

### Romans
- Dernière Station, Éditions Les Nouveaux Auteurs (2010)  (ISBN 978-2-917144-65-7)
- Les Mal-aimés, Éditions Albin Michel (2019)  (ISBN 978-2-226-43672-6)[2] - Le livre de Poche (2020)  (ISBN 978-2-253-24162-1)
- Effacer les hommes, Éditions Albin Michel (2021)  (ISBN 978-2-226-45826-1) Le livre de poche (2022)  (ISBN 978-2-253-24247-5)
- La Ligne, Éditions Albin Michel (2023)  (ISBN 978-2-226-48142-9)

### Nouvelles
- Le Pacte, Noires de Pau (2004)
- Tour de vices, Éditions Terre de Brume (2005)
- La Rosalie, Éditions in 8, coll. « La Porte à côté » no 36 (2007)  (ISBN 978-2-916159-42-3)
- Porte Sud, Éditions in 8, coll. « La Porte à côté » no 37 (2007)  (ISBN 978-2-916159-49-2)
- Copain comme cochon, Éditions in 8, coll. « La Porte à côté » (2017)  (ISBN 978-2-36224-074-4)
- Seul et les Autres, dans La nouvelle du lendemain, anthologie numérique organisée pendant le confinement par la Ligue de l’Imaginaire, le festival Lisle noir et Cultura (2020)[3]

### Bandes dessinées
- L'A révolution, (scénario), avec Ohazar (dessin), Éditions Michel Lafon (2019)  (ISBN 978-2-7499-3640-6)[4]
- L'Hutopie, (scénario), avec Ohazar (dessin), Éditions Michel Lafon (2020)  (ISBN 978-2-7499-4248-3)
- Le grand bug, (scénario), avec Pierpaoli (dessin), Éditions Jungle (2022)  (ISBN 978-2822238182)

### Littérature d'enfance et de jeunesse

#### SérieGuilty
- L'Affaire Diego Abrio, Rageot, hors collection (2021)  (ISBN 978-2-7002-7649-7),
- L'Affaire Patty Johnson, Rageot, hors collection (2021)  (ISBN 978-2-7002-7667-1),
- L'Affaire Helena Varance, Rageot, hors collection (2022)  (ISBN 978-2-7002-7909-2),

#### Série10 minutes
Source : Syros.fr.
- Dix minutes à perdre, Syros, coll. « Souris noire » (2015)  (ISBN 978-2-7485-1699-9), réédition  Les Incorruptibles (2016)  (ISBN 978-2-7511-0583-8)
- Dix minutes trop tard, Syros, coll. « Souris noire » (2017)  (ISBN 978-2-74-852328-7)
- Dix minutes de dingue, Syros, coll. « Souris noire » (2018)  (ISBN 978-2-7485-2475-8)
- Dix minutes sur le vif, Syros, coll. « Souris noire » (2019)  (ISBN 978-2-74-852612-7)
- Dix minutes en mode panique, Syros, coll. « Souris noire » (2020)  (ISBN 978-2-74-852684-4)
- Dix minutes et 13 secondes, Syros, coll. « Souris noire » (2021)  (ISBN 978-2-74-852994-4)
- Dix minutes non-stop, Syros, Syros, (2021)  (ISBN 978-2-74-853024-7)
- Dix minutes pour devenir a hero Syros, Syros, coll. « Tip tongue » (2022)  (ISBN 978-2-74-853058-2)
- Dix minutes non-stop, trois nouvelles histoires, Syros, Syros, (2022)  (ISBN 978-2-74-853096-4)
- Dix minutes cap ou pas cap, Syros, coll. « Souris noire » (2023)  (ISBN 978-2-74-853708-6)
- Dix minutes sur le gril, Syros, coll. « Souris noire » (2024)  (ISBN 978-2-74-853800-7)

#### SérieBienvenue au 50!
- Panique à tous les étages, Rageot (2017)  (ISBN 978-2-7002-5320-7)
- Le Tour du monde des voisins, Rageot (2017)  (ISBN 978-2-7002-5464-8)
- Buuut !, Rageot (2018)  (ISBN 978-2-7002-5752-6)
- Le Garçon venu de loin, Rageot (2018)  (ISBN 978-2-7002-5751-9)
- La Semaine du sourire, Rageot (2019)  (ISBN 978-2-7002-7292-5)
- Des papillons dans la tête, Rageot (2019)  (ISBN 978-2-7002-7293-2)

#### TrilogieLes Initiés
- Tomas et le Réseau invisible, Rageot (2012)  (ISBN 978-2-7002-3758-0)
- La Promesse de Lylas, Rageot (2012)  (ISBN 978-2-7002-4265-2)
- Fugitifs dans la nuit, Rageot (2013)  (ISBN 978-2-7002-4270-6)

#### Autres romans jeunesse
- Parole de sorcier !, Rageot, coll. « Petit roman » (2010)  (ISBN 978-2-7002-3861-7)
- Sept Ans plus tard, Rageot, coll. « Heure noire » (2012)  (ISBN 978-2-7002-3908-9), réédition Rageot, coll. « Heure noire » (2016)  (ISBN 978-2-7002-5219-4)
- Le Plus Gourmand des éléphants, Rageot, coll. « Petit roman » (2013)  (ISBN 978-2-7002-4365-9)
- Foulée d'enfer, Rageot, coll. « Heure noire » (2014)  (ISBN 978-2-7002-3919-5)
- La Traversée, Rageot (2015)  (ISBN 978-2-7002-4935-4)
- Traqués sur la lande, Rageot, coll. « Le Feuilleton des Incos » (2016)  (ISBN 978-2-7002-5096-1)
- Demain il sera trop tard, Rageot, hors collection (2017)  (ISBN 978-2-7002-5316-0)
- Deux Roues de travers, Syros, coll. « Souris noire » (2018)  (ISBN 978-2-7485-2186-3)
- Quand vient la vague , avec Manon Fargetton Rageot (2018)   (ISBN 978-2-7002-5638-3)
- Un dossard pour l'enfer, Rageot, coll. « Heure noire » (2018)  (ISBN 978-2-7002-5846-2)
- Lancer l'alerte, Rageot, hors collection (2019)  (ISBN 978-2-7002-7371-7)[6]
- En plein vol , avec Manon Fargetton Rageot (2020)   (ISBN 978-2-7002-7531-5)[7]
- La Nuit des requins, Rageot, coll. « Flash fiction » (2021)  (ISBN 978-2-7002-5529-4)
- Challenge Chicken Wings, hors collection, Syros (2024)  (ISBN 978-2-74-853812-0)[8]

### Pièces radiophoniques
- Par là où ils ont péché (janvier 2013)
- Sous le sable (mai 2013)
- Inventaires (novembre 2013)
- Plus simple que ça... on meurt ! (janvier 2014)
- Sous le papier, la rage (septembre 2014)
- William et Harry (janvier 2015)

## Récompenses et distinctions
- Grand prix VSD du polar 2010 - Prix des lecteurs pour Dernière Station[9]
- Prix Transfuge 2019 du meilleur polar français pour Les mal-aimés[10]
- Dix minutes à perdre a reçu 21 prix[11] :
  - Prix Goupil 2015
  - Prix Lire & Choisir 2016
  - Prix Quais du Polar/Ville de Lyon 2016
  - Prix des 6èmes du Vème 2016
  - Prix Hautes-Pyrénées Tout en auteur 2016
  - Prix Le livre est lu : le livre élu 2016
  - Prix Hé' lisez-moi 2016
  - Prix des dévoreurs de livres
  - Prix Livr'évasion (Haute-Savoie)
  - Prix du 26e Jury du jeune lecteur
  - Prix Au fil des pages 2016
  - Prix littéraire Gayant lecture
  - Prix Crok'livre 2017
  - Prix des jeunes lecteurs de l'Oise 2017
  - Coup de cœur 2017 du salon du livre du grand Périgueux
  - Prix littéraire des collèges du Territoire de Belfort
  - Prix du livre à "dévorer" 2017